# Nachtsilene
De nachtsilene (Silene nutans) is een plant die behoort tot de anjerfamilie (Caryophyllaceae). De plant kan tot 60 cm groot worden en bloeit van mei tot en met augustus.

## Ecologie
De nachtsilene groeit op zonnige tot licht beschaduwde plaatsen op droge, kalkrijke, voedselarme grond in duinen, laag struikgewas, kalkgrasland, op hellingen en rotsen.

### Plantengemeenschap
Nachtsilene is een kensoort voor het verbond van droge, kalkrijke duingraslanden (Polygalo-Koelerion), een groep van plantengemeenschappen van soortenrijke droge graslanden op kalk- en voedselrijke zeeduinen.

## Diversen
- De nachtsilene is de county flower van het Britse Nottingham.
- De nachtsilene is waardplant voor de witvlek-silene-uil.